# Bastia
För andra betydelser, se Bastia (olika betydelser).
Bastia (korsikanska: Bastìa) är en ort belägen på nordöstra Korsika och préfecture i departementet Haute-Corse. År 2022 hade Bastia 47 459 invånare och är Korsikas näst största ort efter Ajaccio.

## Galleri

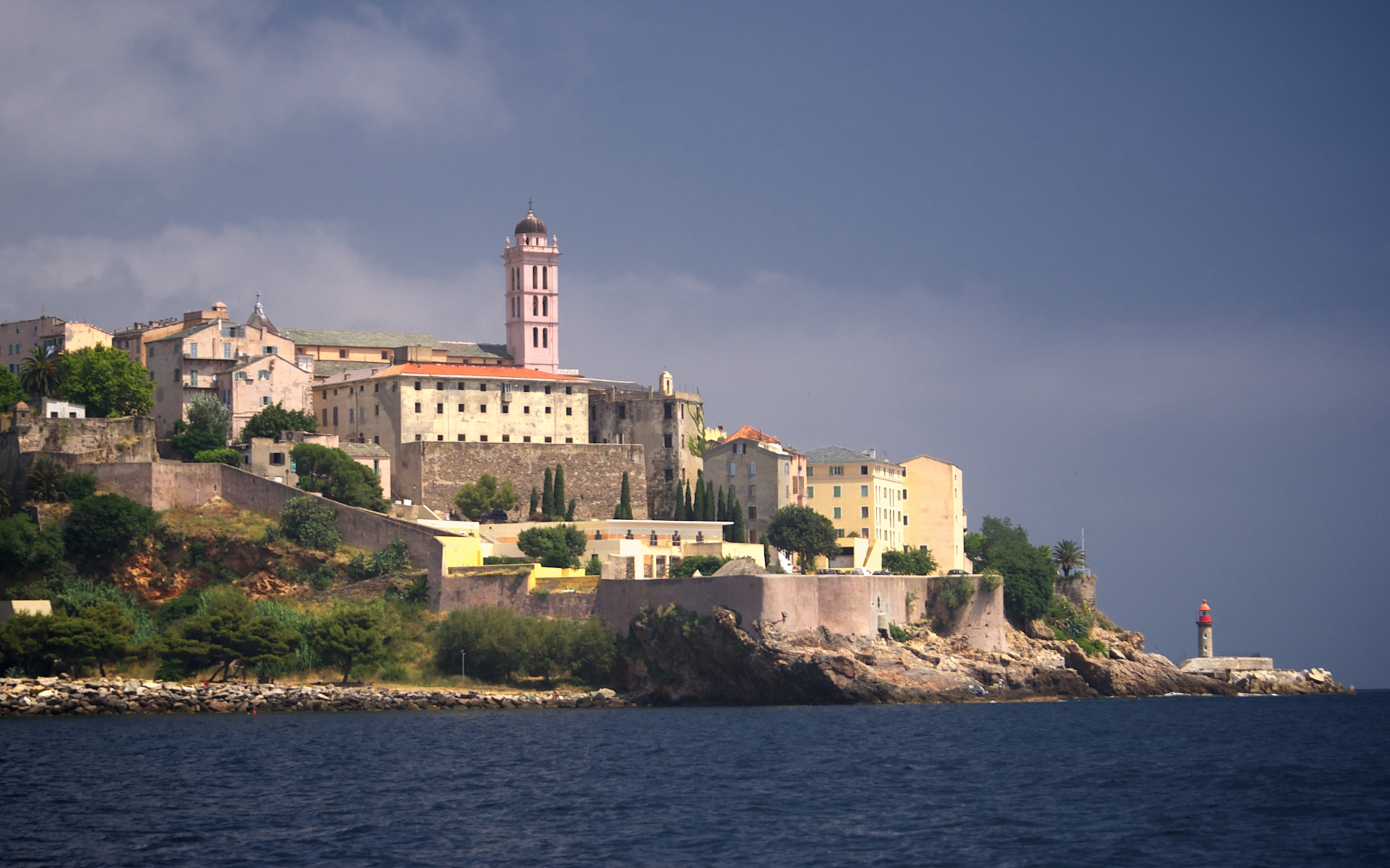
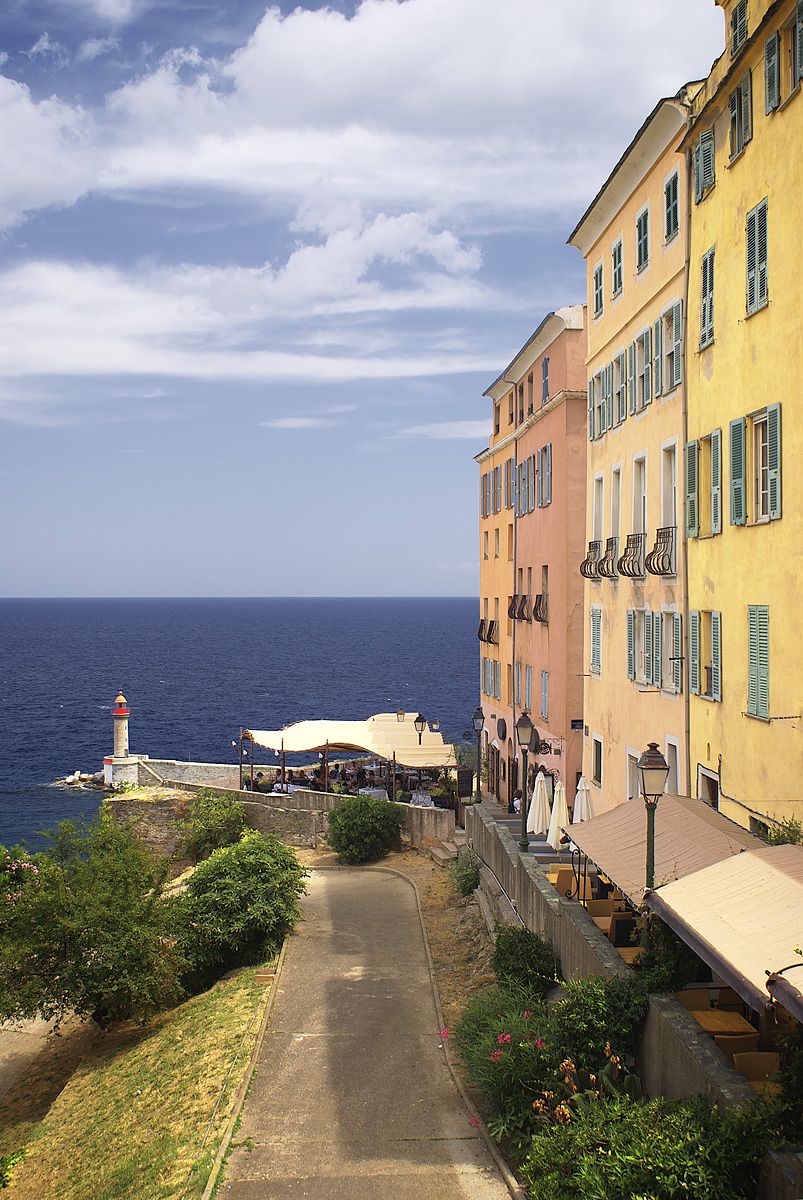
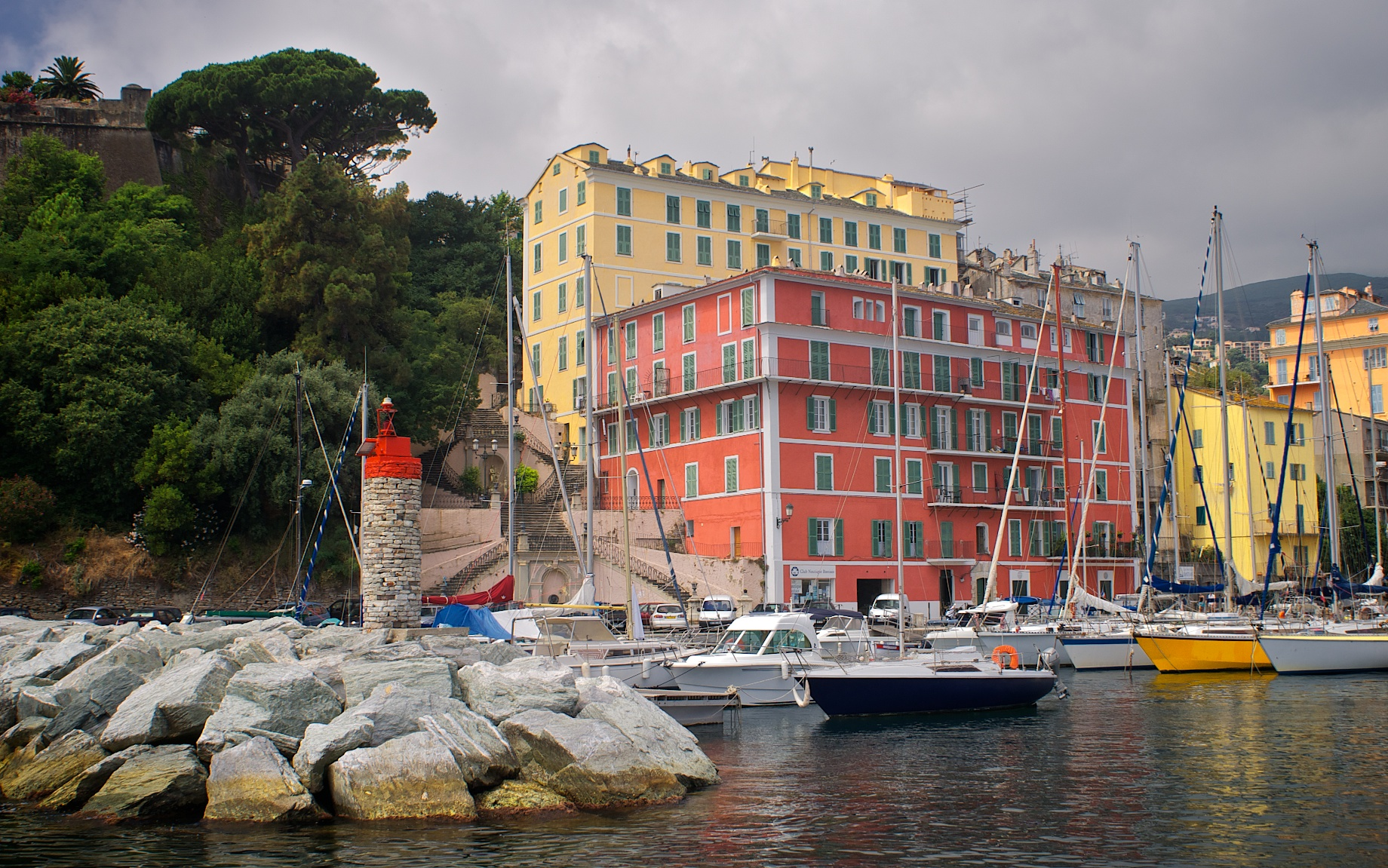
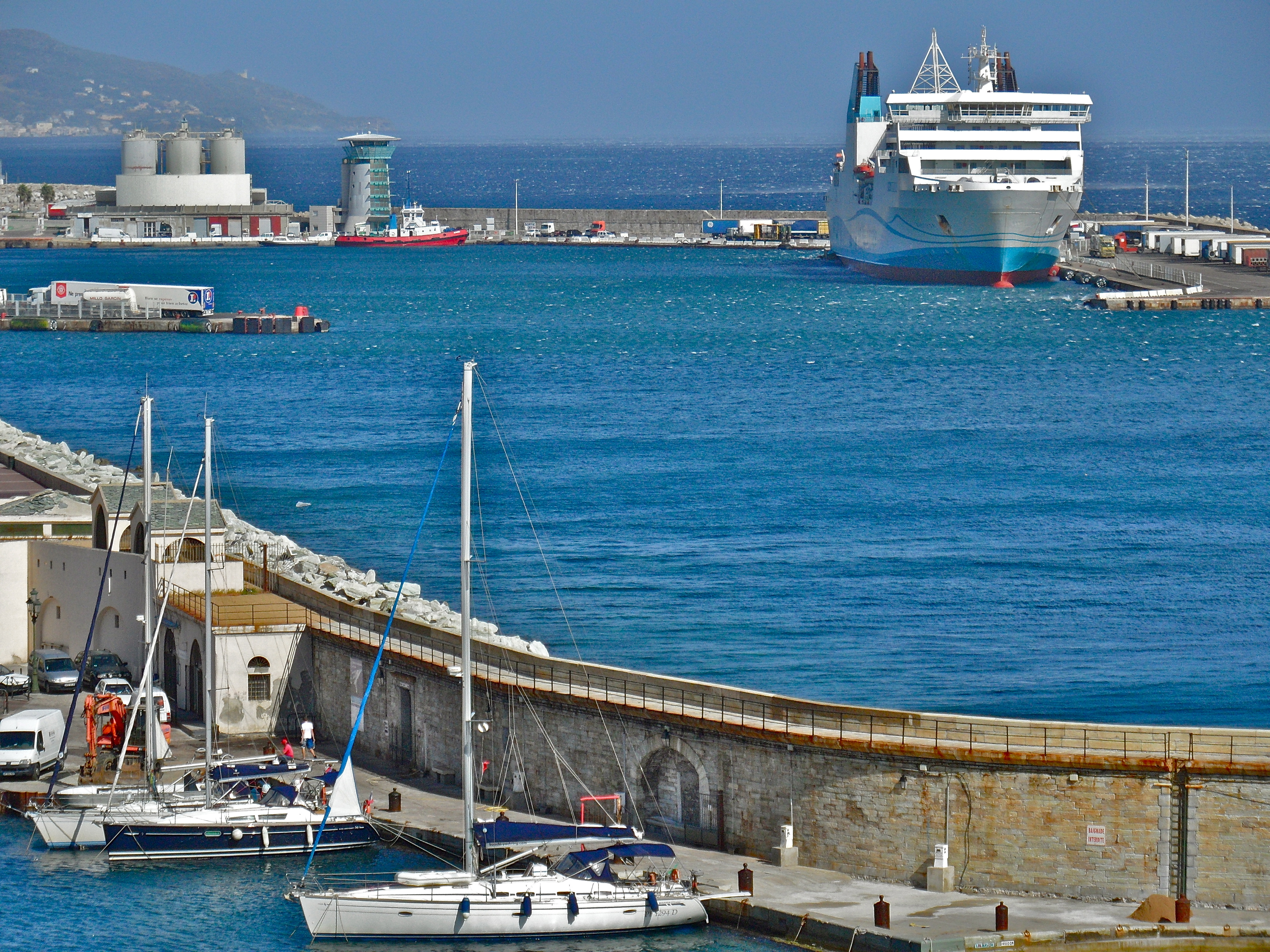
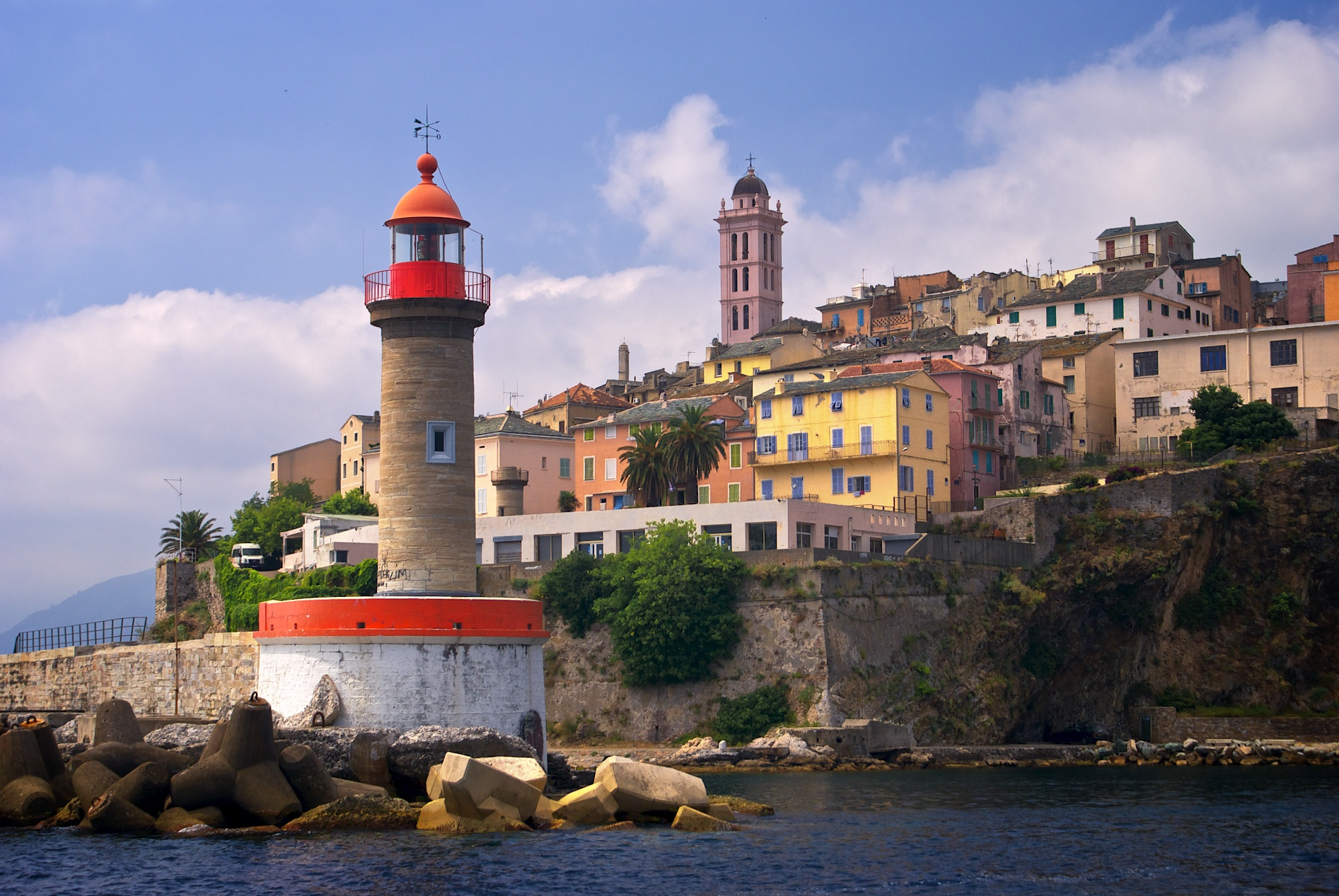
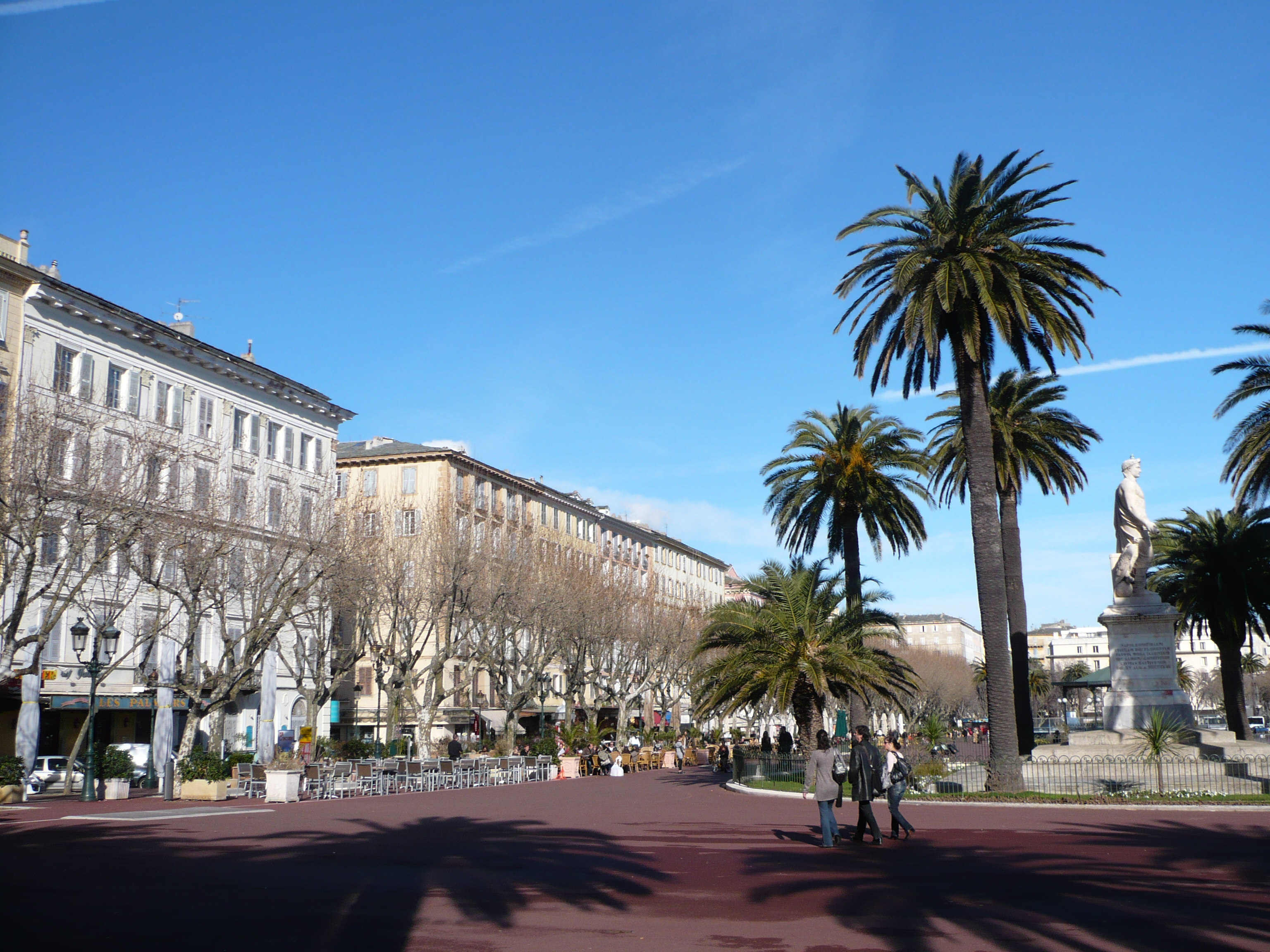
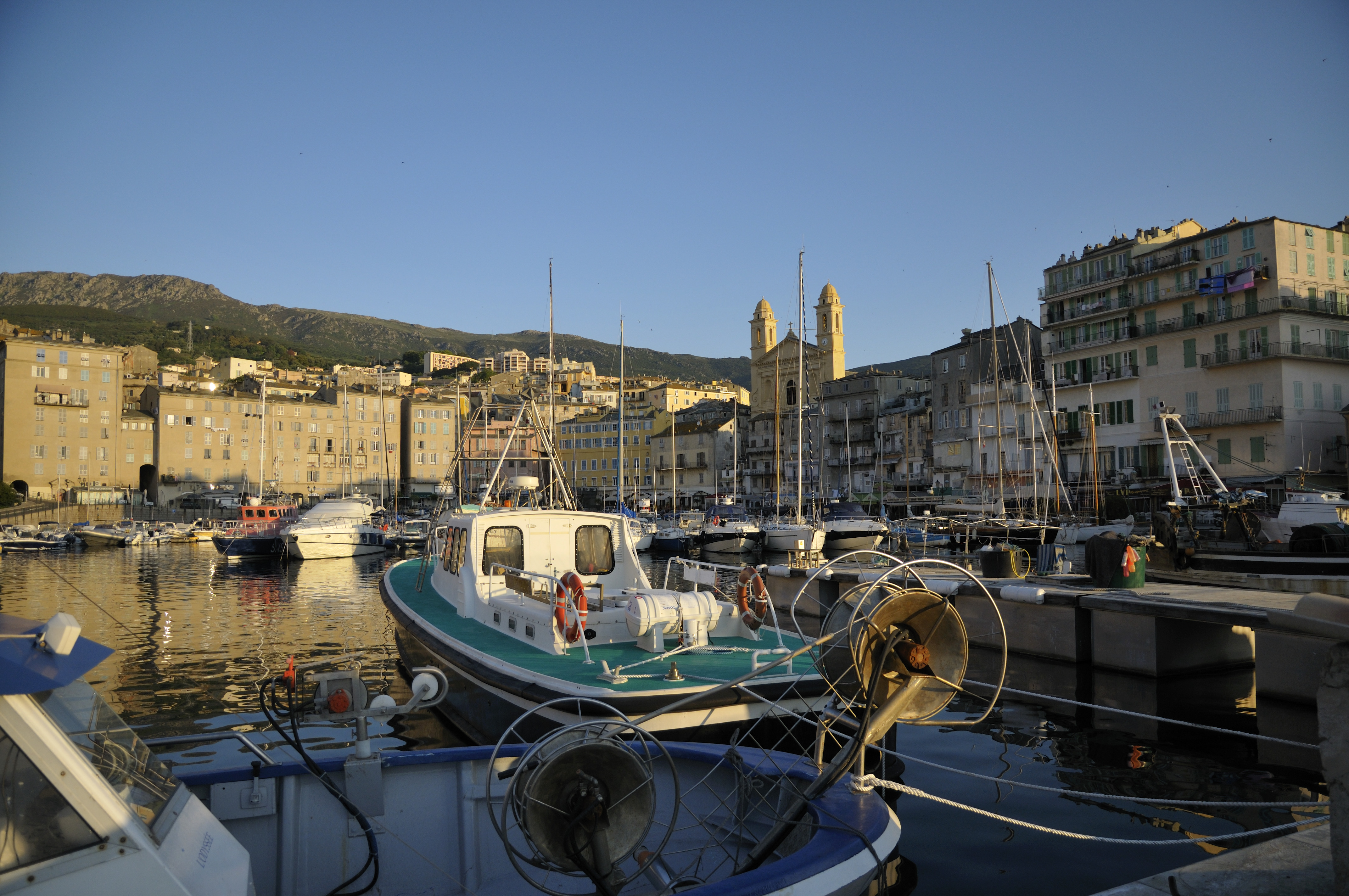

## Befolkningsutveckling
Antalet invånare i kommunen Bastia
Referens:INSEE

## Sport
Fotbollslaget SC Bastia kommer från den här staden